# 卡斯特雷特 (哥本哈根)

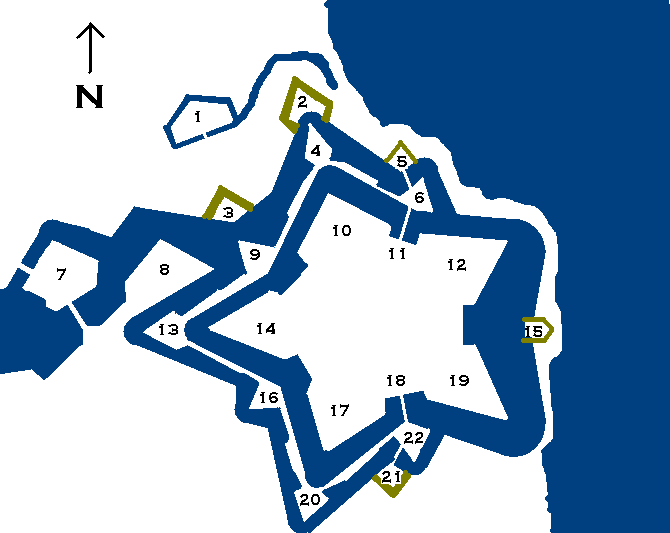
卡斯特雷特1750年的地圖

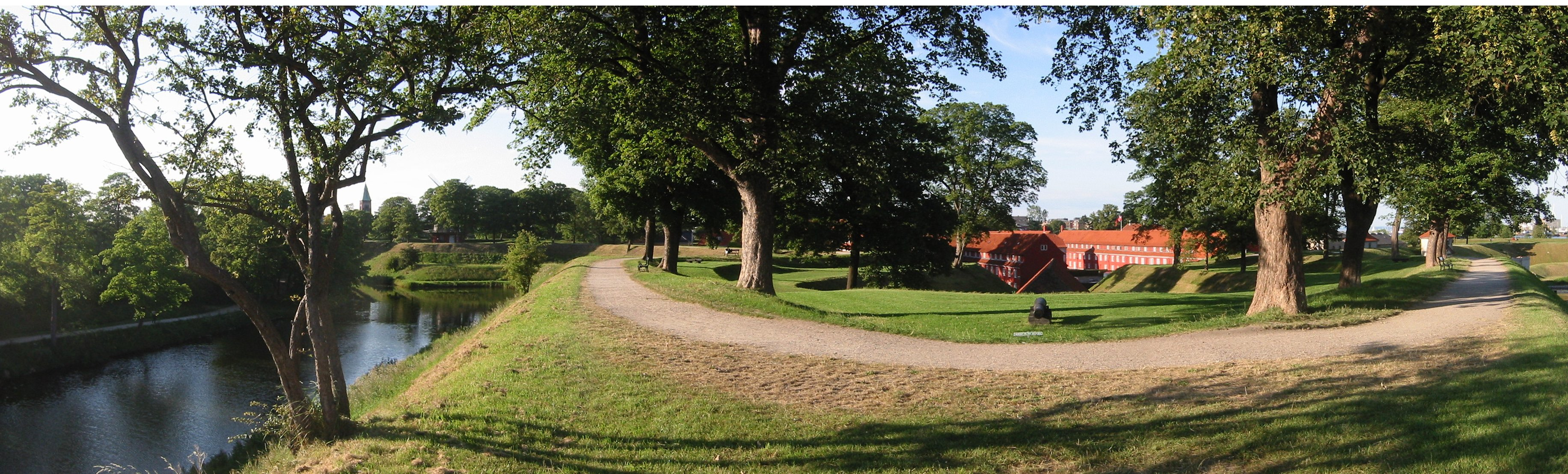
卡斯特雷特

卡斯特雷特（中文又称“哥本哈根要塞”）是位于丹麦首都哥本哈根的一座要塞，它的结构为五角星形。其五个堡垒的名称分别为：国王堡垒（Kongens Bastion）、皇后堡垒（Dronningens Bastion）、伯爵堡垒（Grevens Bastion），公主堡垒（Prinsessens Bastion）和王子堡垒（Prinsens Bastion）。卡斯特雷特里有自己的教堂和磨坊。

## 历史
1626年10月28日，国王克里斯蒂安四世下令开始建造卡斯特雷特，作为哥本哈根北部的一个防御墙。国王原来有一个宏大的建造计划，将之建成一个城堡，作为自己的庇护所。但是由于经济原因，计划缩减。他的下一任国王弗雷德里克三世继续这项工程。在瑞典围攻哥本哈根（1658-1660年）结束后，荷兰工程师亨里克·鲁斯参与了要塞的重建和扩展工程。堡垒被称为弗雷德里克城堡（Citadellet Frederikshavn），但是卡斯特雷特则更广为人知。
1989年到1999年期间，在A.P.穆勒-马士基集团和沙士坦·麦金尼·莫勒夫人基金会的资助下，卡斯特雷特进行了维护。

## 另見
- 五稜郭